# Matej Bohinc
Matej Bohinc, dr., slovenski carinik (1979-2008), vodja Carinskega laboratorija v Ljubljani  (1987-2008), * ?.
Matej Bohinc je prva delal na Inštitutu Jožef Štefan, leta 1979 pa se je v času Zvezne carinske uprave zaposlil v Carinskem laboratoriju v Ljubljani.  Matej Bohinc je svojega vodjo prepričal, da je carinska služba kupila infrardeči spektrofotometer, ki je omogočal boljšo analizo barv, pigmentov in plastičnih materialov. Zaradi izboljšanega načina delovanja je laboratorij v Ljubljani kmalu postal vodilni carinski laboratorij v celotni Jugoslaviji.
Po smrti dotedanjega vodje laboratorija Cirila Božiča v letu 1995 je Matej Bohinc dve leti nadomeščal vodjo laboratorija, leta 1987 pa je tudi uradno postal njegov vodja in je na tem mestu ostal vse do upokojitve v letu 2008.  V času Bohinčevega vodenja se je laboratorij iz lokacije na Šmartinski 152 preselil v nove prostore na Šmartinski 55 (Zeleni trikotnik).